# DisplayPort
DisplayPort
水色部分が凹、中央の黒い横棒部分が凸になっており、プラグ側中央部の凹に嵌まり込む。接続端子は千鳥配列になっている。高速伝送での損失を抑える為にケーブルは太く、プラグ側にツメが出て引き抜け防止となるオプション規定もある。

Mini DisplayPort
白色部分が凹、中央の黒い横棒部分が凸になっており、プラグ側中央部の凹に嵌まり込む。Appleが開発・提案し、DisplayPort Standard Version 1, Revision 1a規格で標準化されている。

DisplayPortとMini DisplayPortの差動高速データ信号線と制御信号線の回路概要
データ信号線（図上）と制御信号線（図下）はともに差動回路で50 Ωの抵抗を介してバイアス電圧にプルアップされている。出力側は直列にコンデンサを入れ、DC成分が遮断されている。制御信号線は1組の差動信号線を双方向で使用し、100 kΩの抵抗を介して電源とグランドにプルアップとプルダウンされており、最高1 Mbpsまでの速度に対応する。

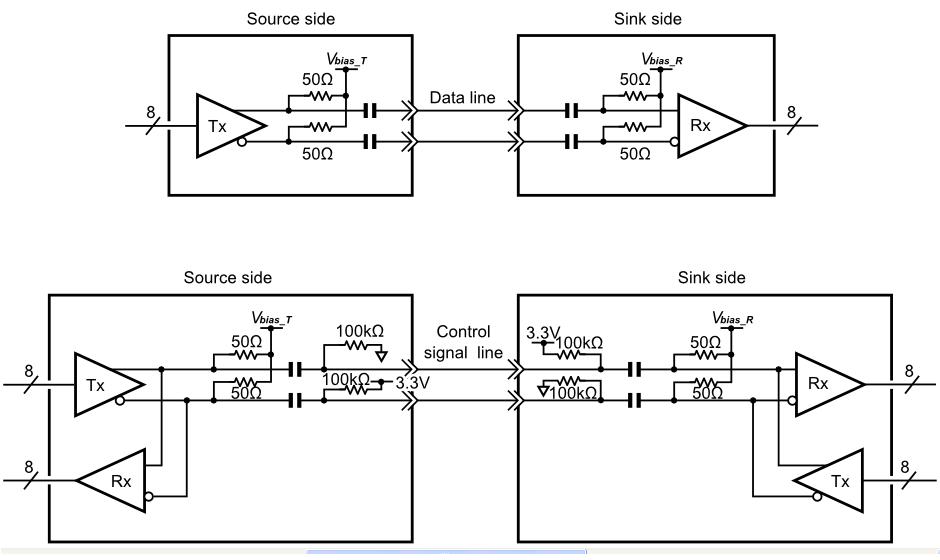

DisplayPort（ディスプレイポート）は、液晶ディスプレイなどのデジタルディスプレイ装置の為に設計されたインタフェース規格。通称は「DP」。
DVIの後継を狙った規格であり、標準化団体であるVESA (Video Electronics Standards Association) によって策定された。二次的な仕様ではあるが音声信号や汎用データの転送も可能である。音声信号伝送に関してはオプションである為、機器によって対応／非対応のものがある。

## 歴史
CRTディスプレイの時代から長年使われてきたアナログVGAインタフェースは、1999年4月にデジタル信号を扱うDVIの登場によって置き換えが進むかに思われたが、一般的に使われているディスプレイの解像度が1080pにも届かない2000年代までは、アナログVGA特有の色にじみを排除できる以外にDVIに置き換えるメリットはさほど無く、実際には両者の切り替わりには時間が掛かっていた。
その後、2010年代に入りノートパソコンでのDVI端子の厚さに対する不満や、デジタル家電でのHDMIの登場によって据え置き型のPCでもDVIからHDMIに対応するようになるなど、PC業界からはDVIやHDMIでは満たせない小型化やコスト低減、今後の高速化への余地を確保できるような新たなインタフェースが求められた。
こういった背景でDisplayPortはそれまでのDVIを置き換える目的で開発され、2006年5月の最初の規格である1.0が、VESAによって発表され、2008年1月にはVersion 1.1aが策定された。特に2007年1月にそれまでUDI (Unified Display Interface) 規格を推進してきた米インテル社がDisplayPortの支持に転向した。
DisplayPortではHDMIやDVIでは想定していなかった超高解像度での利用を視野に入れており、特定のビジネス用途（医療分野やCAD等）では他に選択肢がない。なお、この超高解像度のサポートは元々マルチディスプレイ環境下での解像度の合計値を想定して定められたものである。また、RGBの各色が10bit以上のディープカラーにも対応している。ビジネス・プロ用のPCではDisplayPortが、その他のPCではHDMIが採用されるという住み分けがされている。

## 特徴

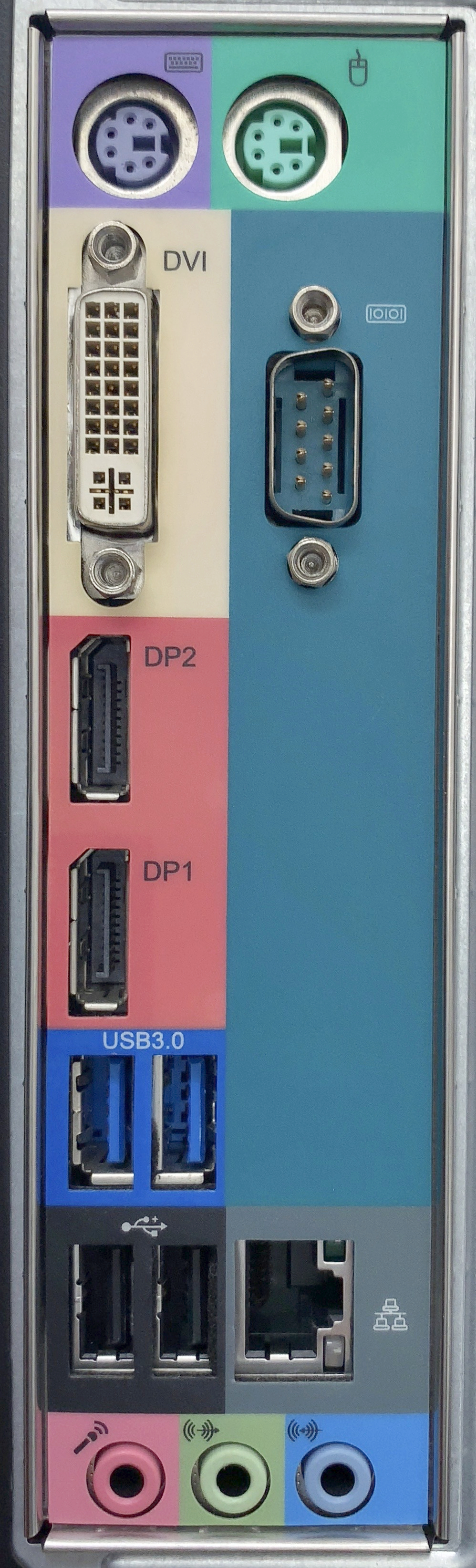
DisplayPort端子（DP1及びDP2の記載）を装備したPCのバックパネルの一例。

- ライセンス料が必要なHDMIに対して、VESAはDisplayPortを無償で使用できるように策定していた[2][7]。2015年になってMPEG LA（英語版）がDisplayPortライセンスを策定しライセンス料の支払いを要求している[8]がVESAは認めていない[9]。VESAの公式サイトのFAQによれば、2017年10月現在、ライセンス料は支払われていないようである。MPEG LAのプレスリリースによれば、MPEG LAライセンスプールの一つ以上の特許が含まれている地域で製造または販売された場合、1製品当たり0.20ドルのライセンス料が発生するとしている[8]。2015年9月現在、MPEG LAのライセンスには日立マクセル、Philips、ラティスセミコンダクター、Rambus、Sonyの特許が含まれる[10]。またDisplayPortはケーブルの両端に制御ICが必要なため、ケーブルの製造コストはHDMIより高い。[要検証 – ノート]DisplayPort規格は無料で利用できるが、規格へのアクセスにVESAの会員資格を必要とし[11]年会費は安い場合で5,000ドルである[12]。
- バージョン1.2以降では、複数のディスプレイを数珠つなぎにし、今までよりも簡単にマルチディスプレイ環境を構築することが出来る（macOSは非対応）[13]。
- PCやセットトップボックスはソース機器、モニタ・プロジェクタなどはシンク機器として定義されている。
- ソース機器の対応次第で、DisplayPort-DVI／DisplayPort-HDMI変換アダプタを利用し、DVI/HDMIシンク機器への接続も可能になり、その逆も可能である。
- 著作権保護技術HDCPに対応しており、これを利用した映像信号と音声信号の伝送が可能である。
- 音声伝送に関してはOptionalとして定義されているため、対応している機器とそうでない機器がある。
- 外付けのディスプレイだけではなく、ノートパソコンといった内蔵型ディスプレイのための派生規格も規定している[14][注 2]。
- 1.0 Mbpsの双方向通信用の外部チャネルラインを持つ[注 3]。
- 音声は8チャンネルのLPCMやS/PDIFを伝送可能である。
- DisplayPort Alt ModeでUSB Type-Cに対応している[15]（Version 1.4, 両端に制御ICは必要ない）。
  - USB4以降、DisplayPort 2.0 Alt Modeに必ず対応する。
- 8K対応のDP8Kに対してDisplayPort High Bit Rate 3で対応し、USB Type-Cを用いることが出来る[16]。

## 仕様・バージョン

### 仕様沿革
- 2006年5月 1.0[4]
- 2007年3月 1.1[4]
- 2008年1月 1.1a[4]
- 2009年12月 1.2[注 4][5][17]
- 2012年5月 1.2a[4]
- 2014年9月 1.3[18]
- 2016年3月 1.4[注 5][19]
- 2018年4月 1.4a[20]
- 2019年6月 2.0[21]
- 2022年10月 2.1[22]
- 2024年1月 2.1a

### 基本仕様
- レーン数：4組（1差動信号ペア（1レーン）の最大データ・レートは2.7 Gbps、ペアごとにシールドされる）
- 各色コンポーネントの最大階調数 (RGB)：16ビット
- クロック信号：データレーンに埋め込み[14]
- 音声信号：(オプション) 8チャンネル192 kHz/24bitまでのオーディオストリームに対応
- データ形式：パケット[14]
- 伝送方式：8b/10b (1.4aまで)[4] / 128b/132b (2.0以降)[4]
- 線路結合：AC結合
- 波形制御：プリエンファシス使用
- コンテンツ保護：128bit AESによる DPCP[注 6] / [1.1以降] 40bit HDCP[注 7]
- HDCP 1.3に対応[23]
- コネクタ寸法：約15.9 mm×4.66 mm
- 最大ケーブル長：15 m

### DisplayPort dual-mode (DP++)
DisplayPort dual-mode (DP++) は、デュアルモードDisplayPortとも呼ばれ、DisplayPort出力を単純なパッシブアダプタを使用してHDMIまたはDVIディスプレイに接続できるようにする規格である。デュアルモードはオプション機能なので、すべてのDisplayPortソースが必ずしもDVI/HDMIパッシブアダプタをサポートしているわけではないが、実際にはほぼすべてのデバイスがサポートしている。公式には、デュアルモードをサポートするDPポートを示すために「DP++」のロゴを使用する必要があるが、ほとんどの最新のデバイスではこのロゴは使用されていない。
デュアルモードを実装したデバイスは、DVIまたはHDMIアダプタが接続されていることを検出し、DisplayPort信号の代わりにDVI/HDMI TMDS信号を送信する。

#### デュアルモードの制限
- 接続端子の速度制限 - DP++ポートから送信されるピンアウトとデジタル信号値はネイティブのDVI/HDMI出力と同じだが、信号はDVIやHDMIで使用される5 Vではなく、DisplayPortのネイティブ電圧 (3.3 V) で出力される。そのため、デュアルモードアダプタには、電圧を変化させるレベルシフト回路が必要になる。この回路があると、接続端子の動作速度に制限があるため、高速な規格が追加されるたびに新しい接続端子が必要になる。
- 一方向性 - デュアルモード規格では、DisplayPort出力が単純なパッシブアダプタを使用してDVI/HDMI信号を出力する方法が規定されているが、DisplayPortディスプレイがパッシブアダプタを使用してDVI/HDMI入力信号を受信できるようにするための対応規格は存在しない。その結果、DisplayPortディスプレイは、ネイティブのDisplayPort信号のみを受信することができ、DVIまたはHDMI入力信号は、アクティブ変換デバイスを使用してDisplayPortフォーマットに変換する必要がある。DVIおよびHDMIソースは、パッシブアダプタを使用してDisplayPortディスプレイに接続することはできない。
- シングルリンクDVIのみ - DisplayPortデュアルモードは、DisplayPortコネクタのピンを使用してDVI/HDMI信号を送信することで動作するため、20ピンのDisplayPortコネクタはシングルリンクDVI信号（19ピンを使用）のみを出力することができる。デュアルリンクDVI信号は25ピンを使用するため、DisplayPortコネクタからパッシブアダプタを介してネイティブに送信することはできない。デュアルリンクDVI信号は、アクティブ変換デバイスを使用してネイティブのDisplayPort出力信号から変換することによってのみ生成することができる。
- USB Type-Cの不適合性 - USB Type-Cケーブルを介してDisplayPort信号を送信するDisplayPort代替モード仕様には、デュアルモードプロトコルのサポートが含まれていない。そのため、DP-to-DVIおよびDP-to-HDMIパッシブアダプタは、USB Type-CからDPアダプタに接続した場合には機能しない。

### バージョン
| バージョン | リリース日     | データ・レート （実効最大）                                                                                              | 追加機能 |
| ---------- | -------------- | --- | --- |
| 1.0        | 2006年5月3日   | HBR 8.64 Gbps （2.7 Gbps×4レーン）                                                                                       | |
| 1.2        | 2009年12月22日 | HBR2 17.28 Gbps （5.4 Gbps × 4レーン）                                                                                   | マルチストリーム転送 (MST) [ 24 ] MSTトポロジー管理のサポート Fast AUX-CH [ 24 ] 3D映像のサポート 広色域サポート Mini DisplayPortのサポート [ 24 ] Adaptive-Syncのサポート (1.2a) [ 25 ] |
| 1.3        | 2014年9月15日  | HBR3 25.92 Gbps （8.1 Gbps × 4レーン）                                                                                   | デュアルモードのサポート ピクセルサブサンプリング4:2:0のサポート HDR静的メタデータ転送 Rec.2020色空間のサポート USB Type-Cのサポート                                                     |
| 1.4        | 2016年3月1日   | HBR3 25.92 Gbps （8.1 Gbps × 4レーン）                                                                                   | ディスプレイストリーム圧縮 (DSC) 1.2 HDR動的メタデータ転送 前方誤り訂正 拡張オーディオ転送： 32チャンネル 1536 kHz/24bit までのオーディオストリームに対応                                |
| 2.0        | 2019年6月26日  | UHBR 20 77.37 Gbps (20 Gbps x 4レーン) UHBR 13.5 52.22 Gbps (13.5 Gbps x 4レーン) UHBR 10 38.69 Gbps (10 Gbps x 4レーン) | Display Streaming Mapping Protocol Panel Reply |

### 解像度・リフレッシュレート
| 総称                                 | 解像度      | リフレッシュレート (Hz) | 色空間, 色深度 | 色空間, 色深度 | バージョン / Gbps (RGB 8bit) | バージョン / Gbps (RGB 8bit) | バージョン / Gbps (RGB 8bit) | バージョン / Gbps (RGB 8bit) | バージョン / Gbps (RGB 8bit) | バージョン / Gbps (RGB 8bit) | バージョン / Gbps (RGB 8bit) |
| 総称                                 | 解像度      | リフレッシュレート (Hz) | RGB 8bit       | RGB 10bit      | 1.0 & 1.1                    | 1.2                          | 1.3                          | 1.4                          | 2.0（2.1）                   | 2.0（2.1）                   | 2.0（2.1）                   |
| 総称                                 | 解像度      | リフレッシュレート (Hz) | Gbps (CVT-R2)  | Gbps (CVT-R2)  | 8.64 (HBR)                   | 17.28 (HBR2)                 | 25.92 (HBR3)                 | 25.92 (HBR3)                 | 38.69 (UHBR 10)              | 52.22 (UHBR 13.5)            | 77.37 (UHBR 20)              |
| ------------------------------------ | ----------- | ----------------------- | -------------- | -------------- | ---------------------------- | ---------------------------- | ---------------------------- | ---------------------------- | ---------------------------- | ---------------------------- | ---------------------------- |
| 1080p                                | 1920 x 1080 | 30                      | 1.58           | 1.97           | Yes                          | Yes                          | Yes                          | Yes                          | Yes                          | Yes                          | Yes                          |
| 1080p                                | 1920 x 1080 | 60                      | 3.20           | 3.99           | Yes                          | Yes                          | Yes                          | Yes                          | Yes                          | Yes                          | Yes                          |
| 1080p                                | 1920 x 1080 | 120                     | 6.59           | 8.24           | Yes                          | Yes                          | Yes                          | Yes                          | Yes                          | Yes                          | Yes                          |
| 1080p                                | 1920 x 1080 | 144                     | 8.00           | 10.00          | Yes                          | Yes                          | Yes                          | Yes                          | Yes                          | Yes                          | Yes                          |
| 1080p                                | 1920 x 1080 | 165                     | 9.26           | 11.57          | No                           | Yes                          | Yes                          | Yes                          | Yes                          | Yes                          | Yes                          |
| 1080p                                | 1920 x 1080 | 240                     | 14.00          | 17.50          | No                           | Yes                          | Yes                          | Yes                          | Yes                          | Yes                          | Yes                          |
| 1080p                                | 1920 x 1080 | 360                     | 22.38          | 27.97          | No                           | No                           | Yes                          | Yes                          | Yes                          | Yes                          | Yes                          |
| 1080p                                | 1920 x 1080 | 500                     | 33.67          | 42.09          | No                           | No                           | No                           | Yes¹                         | Yes                          | Yes                          | Yes                          |
| 1080p                                | 1920 x 1080 | 540                     | 37.25          | 46.56          | No                           | No                           | No                           | Yes¹                         | Yes                          | Yes                          | Yes                          |
| 1440p                                | 2560 x 1440 | 30                      | 2.78           | 3.47           | Yes                          | Yes                          | Yes                          | Yes                          | Yes                          | Yes                          | Yes                          |
| 1440p                                | 2560 x 1440 | 60                      | 5.63           | 7.04           | Yes                          | Yes                          | Yes                          | Yes                          | Yes                          | Yes                          | Yes                          |
| 1440p                                | 2560 x 1440 | 120                     | 11.59          | 14.49          | No                           | Yes                          | Yes                          | Yes                          | Yes                          | Yes                          | Yes                          |
| 1440p                                | 2560 x 1440 | 144                     | 14.08          | 17.60          | No                           | Yes                          | Yes                          | Yes                          | Yes                          | Yes                          | Yes                          |
| 1440p                                | 2560 x 1440 | 165                     | 16.30          | 20.37          | No                           | Yes                          | Yes                          | Yes                          | Yes                          | Yes                          | Yes                          |
| 1440p                                | 2560 x 1440 | 180                     | 17.91          | 22.38          | No                           | No                           | Yes                          | Yes                          | Yes                          | Yes                          | Yes                          |
| 1440p                                | 2560 x 1440 | 240                     | 24.62          | 30.77          | No                           | No                           | Yes                          | Yes                          | Yes                          | Yes                          | Yes                          |
| 4K                                   | 3840 x 2160 | 30                      | 6.18           | 7.73           | Yes                          | Yes                          | Yes                          | Yes                          | Yes                          | Yes                          | Yes                          |
| 4K                                   | 3840 x 2160 | 60                      | 12.54          | 15.68          | No                           | Yes                          | Yes                          | Yes                          | Yes                          | Yes                          | Yes                          |
| 4K                                   | 3840 x 2160 | 75                      | 15.79          | 19.74          | No                           | Yes                          | Yes                          | Yes                          | Yes                          | Yes                          | Yes                          |
| 4K                                   | 3840 x 2160 | 120                     | 25.82          | 32.27          | No                           | No                           | Yes                          | Yes                          | Yes                          | Yes                          | Yes                          |
| 4K                                   | 3840 x 2160 | 144                     | 31.35          | 39.18          | No                           | No                           | No                           | Yes¹                         | Yes                          | Yes                          | Yes                          |
| 4K                                   | 3840 x 2160 | 240                     | 54.84          | 68.56          | No                           | No                           | No                           | No                           | No                           | Yes¹                         | Yes                          |
| 5K                                   | 5120 × 2880 | 30                      | 10.93          | 13.67          | No                           | Yes                          | Yes                          | Yes                          | Yes                          | Yes                          | Yes                          |
| 5K                                   | 5120 × 2880 | 60                      | 22.18          | 27.72          | No                           | No                           | Yes                          | Yes                          | Yes                          | Yes                          | Yes                          |
| 5K                                   | 5120 × 2880 | 120                     | 45.66          | 57.08          | No                           | No                           | No                           | Yes¹                         | Yes¹                         | Yes¹                         | Yes                          |
| 5K                                   | 5120 × 2880 | 240                     | 96.98          | 121.23         | No                           | No                           | No                           | No                           | No                           | No                           | Yes¹                         |
| 8K                                   | 7680 x 4320 | 30                      | 24.48          | 30.60          | No                           | No                           | Yes                          | Yes                          | Yes                          | Yes                          | Yes                          |
| 8K                                   | 7680 x 4320 | 60                      | 49.65          | 62.06          | No                           | No                           | No                           | Yes¹                         | Yes¹                         | Yes                          | Yes                          |
| 8K                                   | 7680 x 4320 | 120                     | 102.20         | 127.75         | No                           | No                           | No                           | No                           | No                           | No                           | Yes¹                         |
| 8K                                   | 7680 x 4320 | 240                     | 217.10         | 271.37         | No                           | No                           | No                           | No                           | No                           | No                           | No                           |
| ¹ 要ディスプレイストリーム圧縮 (DSC) |             |                         |                |                |                              |                              |                              |                              |                              |                              |                              |

## 関連規格

### eDP
Embedded DisplayPort (eDP) は、ポータブルおよび組み込みデバイス向けのディスプレイパネルインターフェイス規格である。2022年現在ではノートPCの液晶パネルの主要なインターフェイスはLVDSからeDPに置き換わっている。eDPのさまざまなリビジョンは既存のDisplayPort規格に基づいているが、2つの規格間のバージョン番号に互換性はない。たとえば、eDPバージョン1.4はDisplayPort 1.2に基づいているが、eDPバージョン1.4aはDisplayPort1.3に基づいている。
コネクタやケーブルやピンアサインは規格化されていないが、30Pin と 40Pinのコネクタが多く使われある程度共通化されているようである。
eDP 1.0は2008年12月に採用された。シームレスなリフレッシュレートの切り替えなど、高度な省電力機能が含まれていた。バージョン1.1は2009年10月に承認され、続いてバージョン1.1aが2009年11月に承認された。バージョン1.2は2010年5月に承認され、DisplayPort 1.2 HBR2データレート、120 Hzシーケンシャルカラーモニター、およびAUXチャネルを介して機能する新しいディスプレイパネル制御プロトコルが含まれている。
バージョン1.3は2011年2月に公開された。これには、システムの電力を節約し、ポータブルPCシステムのバッテリ寿命をさらに延ばすために開発された新しいオプションのPanel Self-Refresh (PSR) 機能が含まれている。PSRモードでは、ディスプレイパネルコントローラーにフレームバッファーメモリを含めることで、GPUがフレーム更新の合間に省電力状態に入ることができる。
バージョン1.4は2013年2月にリリースされ、PSRモードでの部分的なフレーム更新、地域のバックライト制御、より低いインターフェース電圧、および追加のリンクレートにより、消費電力を削減する。補助チャネルは、さまざまなフォームファクタに対応するためにマルチタッチパネルデータをサポートする。バージョン1.4aは2015年2月に公開された。基盤となるDisplayPortバージョンが1.3に更新され、HBR3データレート、ディスプレイストリーム圧縮 (DSC) 1.1、セグメント化されたパネルディスプレイ、およびパネルセルフリフレッシュの部分的な更新をサポートした。バージョン1.4bは2015年10月に公開された。そのプロトコルの改良と明確化はシステムの設計を容易にし、2016年半ばまでにデバイスでeDP1.4bの採用を可能にすることを目的としていた。
バージョン1.5は2021年10月に公開された。Adaptive-Syncの強化されたサポートを含む、新しい機能とプロトコルを追加した。これにより、電力がさらに節約され、ゲームとメディアの再生パフォーマンスが向上する。